# フレディ・ジラルデ
フレディ・ジラルデ (Frédy Girardet、1936年11月17日 - ) は、スイスのシェフ。
20世紀における最高のフランス料理人の一人として知られる。ローザンヌ近郊のクリシエにある自らの名を冠したレストラン「ジラルデ」は、ミシュランガイドでスイス初の3つ星を獲得している。ゴー・ミヨで19.5点を獲得し、ポール・ボキューズ、ジョエル・ロブションと並び「世紀のシェフ」と称された。芸術文化勲章とレジオンドヌール勲章オフィシエ叙勲。現在は引退している。

## 来歴
スイスのローザンヌにて、父バンジャマンと母ジョルジェットの間に生まれる。父親は自身のレストランをクリシエに開業する前まで、ローザンヌのベルビューホテルでシェフをしていた経歴を持つ。幼少の頃からスポーツに長けており、地元のアマチュアのサッカークラブに所属していた程であった。ローザンヌのレストラン「ル・グラン・シェーヌ」に弟子入りしていたものの、将来の夢はプロのサッカー選手になることだったという。
父のレストランの仕事でワインの買い付けのため、ブルゴーニュ地方に出張に行った際、ワイン業者からフランスのロアンヌにある有名３つ星店「ラ・メゾン・トロワグロ」に連れて行ってもらったことがあった。ジラルデにとって初めての有名店での食事であったが、その時シェフになろうと確信したという。その後、父は予期せず56歳で逝去し、父のビストロを継いだ。当初は古典的なフランス料理が中心であったが、ジラルデはより軽く繊細で革新的な調理技法を身につけていき、同年代のシェフとともに当時沸き起こったヌーベルキュイジーヌの料理技法を展開していった。

## 料理
自身の持つ新しい料理のスタイルで主に良く知られている。ソースに小麦粉の使用を避け、代わりに煮詰めたブイヨンでとろみをつける、等がその一例である。現代の標準から見れば、ジラルデは伝統派に属する。特に人工的な食材を使用する点で、分子ガストロノミーには批判的である。
1984年に著書『フレディ・ジラルデの料理』（The Cuisine of Fredy Girardet）を発行。フランス語のほか英訳版も発売された。

## レストラン
自身がオーナーとなるレストランを、1971年にクリシエに開業した。当時有名だった他のシェフとは異なり、ジラルデはキッチンでの料理監修に多くの時間を費やし、ほとんど出張もせずコンサルティングやビジネスの推奨行為も避けた。レストラン「ジラルデ」は徐々に世界一のレストランとも称されるようになり、その手腕から世界で最も偉大なシェフと呼ばれるようになった。
1994年、初のミシュラン・スイス版が発売され、スイスで唯一のミシュラン3つ星を獲得した。
1996年、ジラルデが60歳の時にレストランを1980年から自身の下で勤務していたフィリップ・ロシャとフランツィスカ・ロシャ＝モーザー夫妻へ売却する。引退後、ジラルデはスイス・ロマンド郊外の村フェシーで生活を始めたが、引退生活に退屈さがつのり、ロシャとは幾度か衝突した。フードライターのコールマン・アンドリュースによれば、ジラルデは他のシェフの動静をよく観察しており、特に父は店を売却したい時に売却できず、結局運営のストレスで早死にしたことから、自身の絶頂期に引退を決めたのだとされている。
現在はロシャも引退し（2015年に死去）、2012年4月からは孫弟子のブノワ・ヴィオリエが店を引き継いだ。ヴィオリエは店名を「ロテル・ドゥ・ヴィル」（l'Hôtel de Ville）と改名、2016年版でも3つ星を維持していたが、2016年1月31日に自宅で遺体が発見された。自殺と見られている。

## 創作料理の例
- トリュフとカルドンのカソレット（Cassolette de truffes aux cardons）
- フォアグラのポムロールと胡椒のミニョネットソース（フランス語版）添え（Foie gras au pomerol et à la mignonnette de poivre）
- ヒメジのフィレ、ズッキーニのエカイユ添え（Filet de rouget en écailles de courgette）
- 仔牛のマメのボーロ（Les rognons Bolo、父の創作）
- 鶏手羽のポロネギとトリュフのクーリ添え（L'aile de volaille au coulis de poireau et à la truffe）
- パッションフルーツのスフレ（Soufflé aux fruits de la passion）